# Кодоненко Микита Пилипович
Микита Пилипович Кодоненко (нар. 22 травня 1920, село Ялцівка, тепер Малинського району Житомирської області — ?) — український радянський діяч, новатор сільськогосподарського виробництва, бригадир комплексної бригади колгоспу «За комунізм» Малинського району Житомирської області. Депутат Верховної Ради УРСР 6-го скликання (у 1964—1967 роках).

## Біографія
Народився в селянській родині. Закінчив Ялцівську сільську семирічну школу. Навчався в зоотехнічній школі. 
З жовтня 1940 року — в Червоній армії, учасник німецько-радянської війни з 1941 року. Воював на Ленінградському фронті. З 1944 року служив шофером 21-го окремого моторизованого понтонно-мостового батальйону 2-ї понтонно-мостової бригади 2-ї Ударної армії 2-го Українського фронту.
Член ВКП(б) з 1944 року.
Після демобілізації, з 1947 року — завідувач ферми, бригадир тваринницької бригади колгоспу «За комунізм» Малинського району Житомирської області.
З 1964 року — бригадир комплексної бригади колгоспу «За комунізм» села Любовичі Малинського району Житомирської області.
Потім — на пенсії у селі Ялцівка Малинського району Жтомирської області.

## Нагороди
- два ордени Леніна
- орден Червоної Зірки (29.04.1945)
- ордени
- медаль «За бойові заслуги» (31.01.1944)
- медаль «За взяття Будапешта» (1945)
- медаль «За оборону Ленінграда» (3.08.1943)
- медалі